# Fleur de coin
Pour les articles homonymes, voir FDC.
À l'origine, était qualifié de fleur de coin ou FDC, un coin (et non une monnaie) absolument neuf.
Depuis 1690, selon le dictionnaire de Furetière, une monnaie est dite frappée en fleur de coin lorsqu'elle fait partie des toutes premières pièces frappées avec un coin neuf, et sur des flans présélectionnés ou usinés spécialement et préservés de toute circulation. Ces monnaies sont généralement destinées aux collectionneurs et sont très recherchées. Elles sont vendues en coffret à une valeur généralement plus élevée que la valeur faciale.
En numismatique, ce terme désigne le meilleur état de conservation correspondant aux grades internationaux allant de 65 à 70. Concernant les monnaies fleur de coin sous coffret, le terme est aujourd'hui remplacé par celui de brillant universel ou BU (celui de belle épreuve, ou BE désignant des frappes à relief mat sur fond brillant).